# Ernst Haberbier
Ernst Haberbier (født 5. oktober 1813 i Königsberg, død 12. marts 1869 i Bergen) var en tysk klaverspiller.
Haberbier levede fra 1832 som koncertspiller og lærer i Sankt Petersburg, indtil han fra 1850 begav sig på større koncertrejser, der blandt andet førte ham til København og til norske byer. For en tid vendte Haberbier atter tilbage til Sankt Petersburg og Moskva, men sine sidste år tilbragte han i Bergen, hvor han døde. Haberbier, der var en begavet og af sin tid yndet klaverspiller og lærer, har efterladt nogle klaverkompositioner, navnlig Études poésies.